# Oenochroma celidophora
Oenochroma celidophora là một loài bướm đêm trong họ Geometridae.